# Lignum vitae

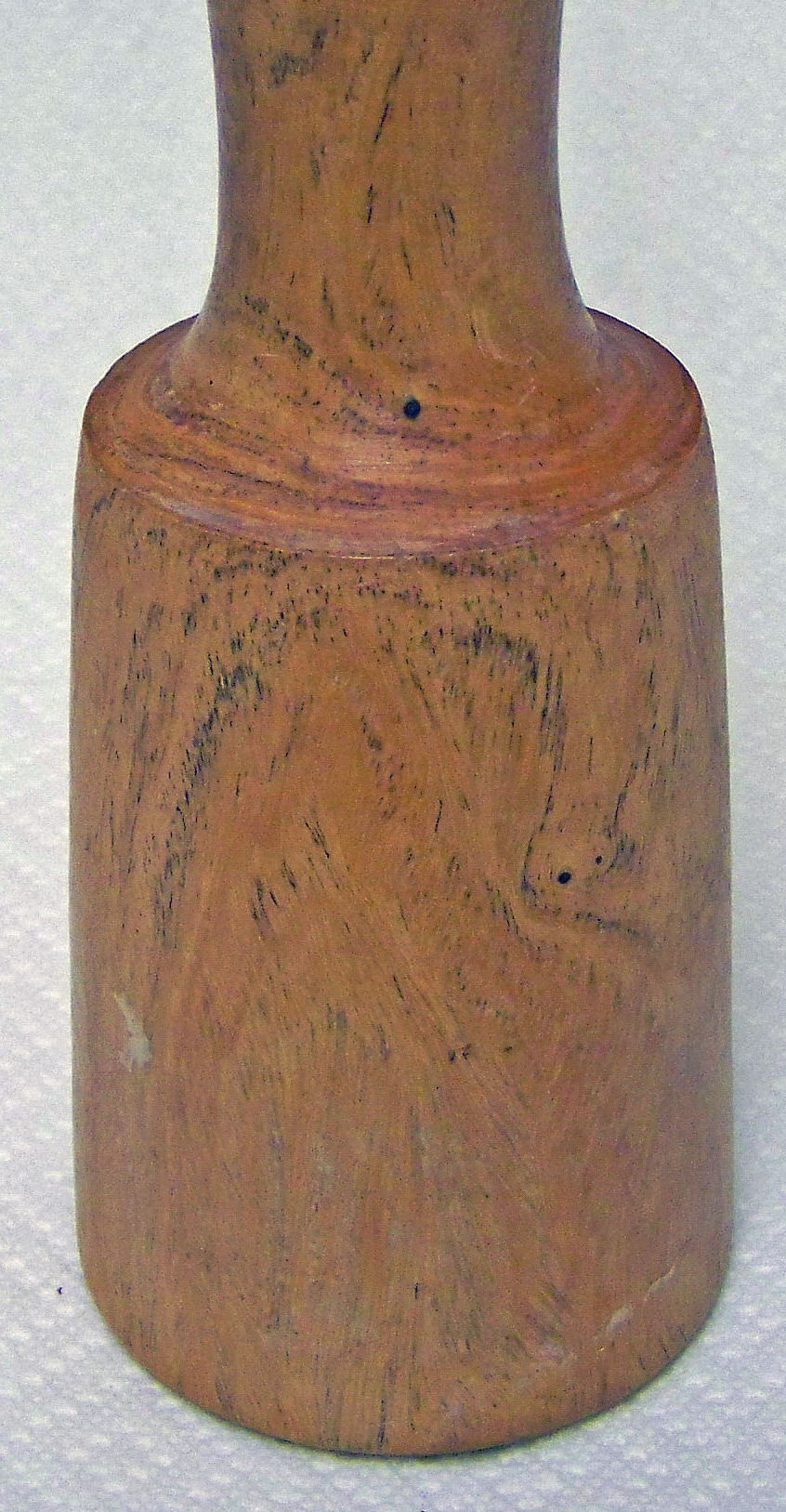
Lignum vitae

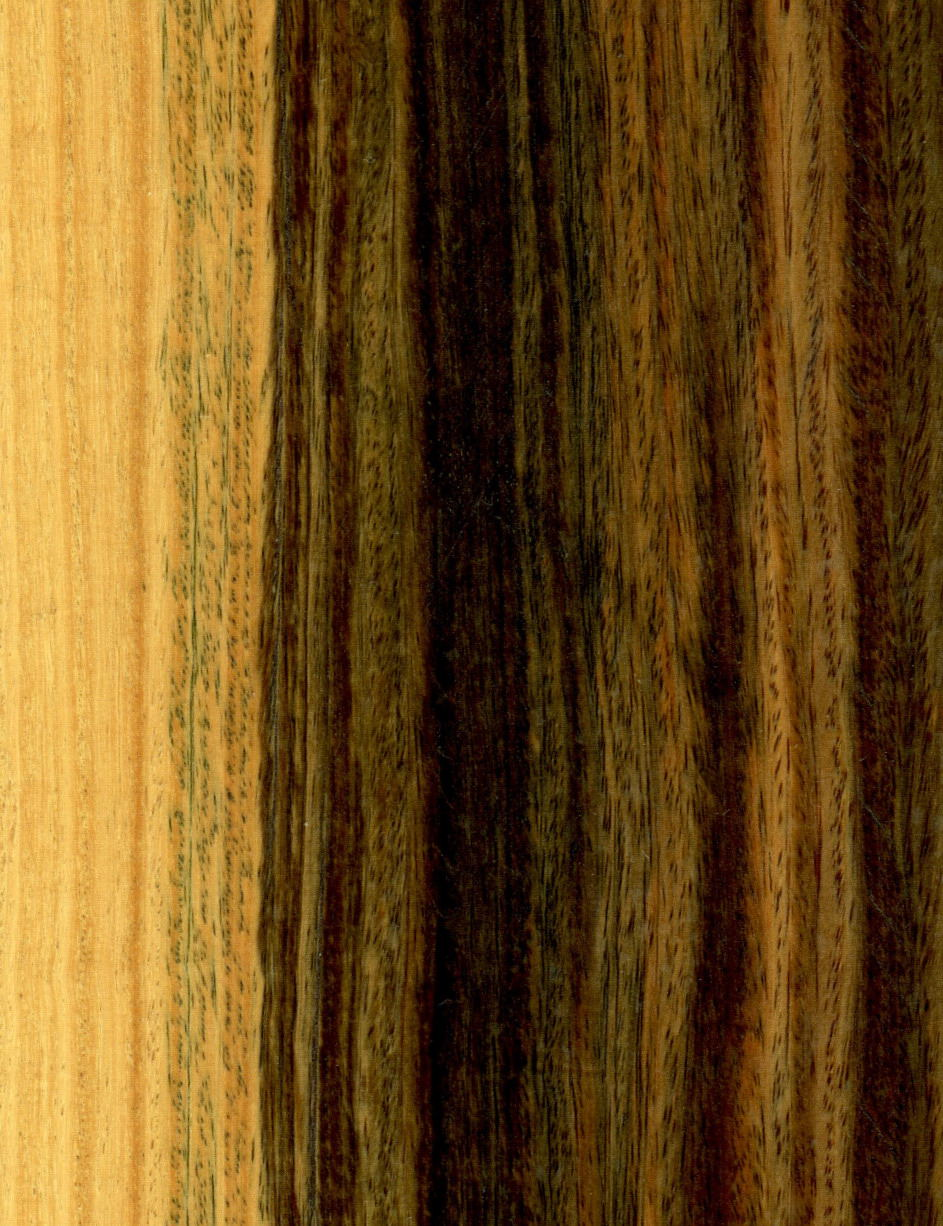
Fusta de Bulnesia sarmientoi

Lignum vitae (del llatí que significa fusta de la vida) és una fusta que es comercia i que també s'anomena gaïac (en francès), guayacan o guaiacum, i en alguns llocs d'Europa pockholz. S'obté d'arbres del gènere Guaiacum. Aquests arbres són plantes natives del Carib i del litoral nord d'Amèrica del Sud. S'han exportat molt cap Europa des dels inicis del segle xvi. Són fustes resistents i molt denses. És l'arbre nacional de Bahames i la flor nacional de Jamaica.
Aquesta fusta s'obté principalment de les espècies Guaiacum officinale i Guaiacum sanctum. Actualment totes les espècies del gènere Guaiacum es troben a la llista de CITES com espècies en perill. Actualment aquesta fusta ha estat substituïda pels polímers, els aliatgesi els materials compostos.
"Lignum vitae" té aquest nom per les seves propietats medicinals. Se n'utilitzava la resina per intentar guarir moltes malalties i dels trossets de fusta se'n feien infusions.

## Usos
Per la seva densitat se'n feien boles de billar, bitlles i mans de morter, entre altres usos.
El mestre rellotger John Harrison utilitzà lignum vitae per als seus rellotges de pèndol, donat que aquesta fusta s'autolubrica.

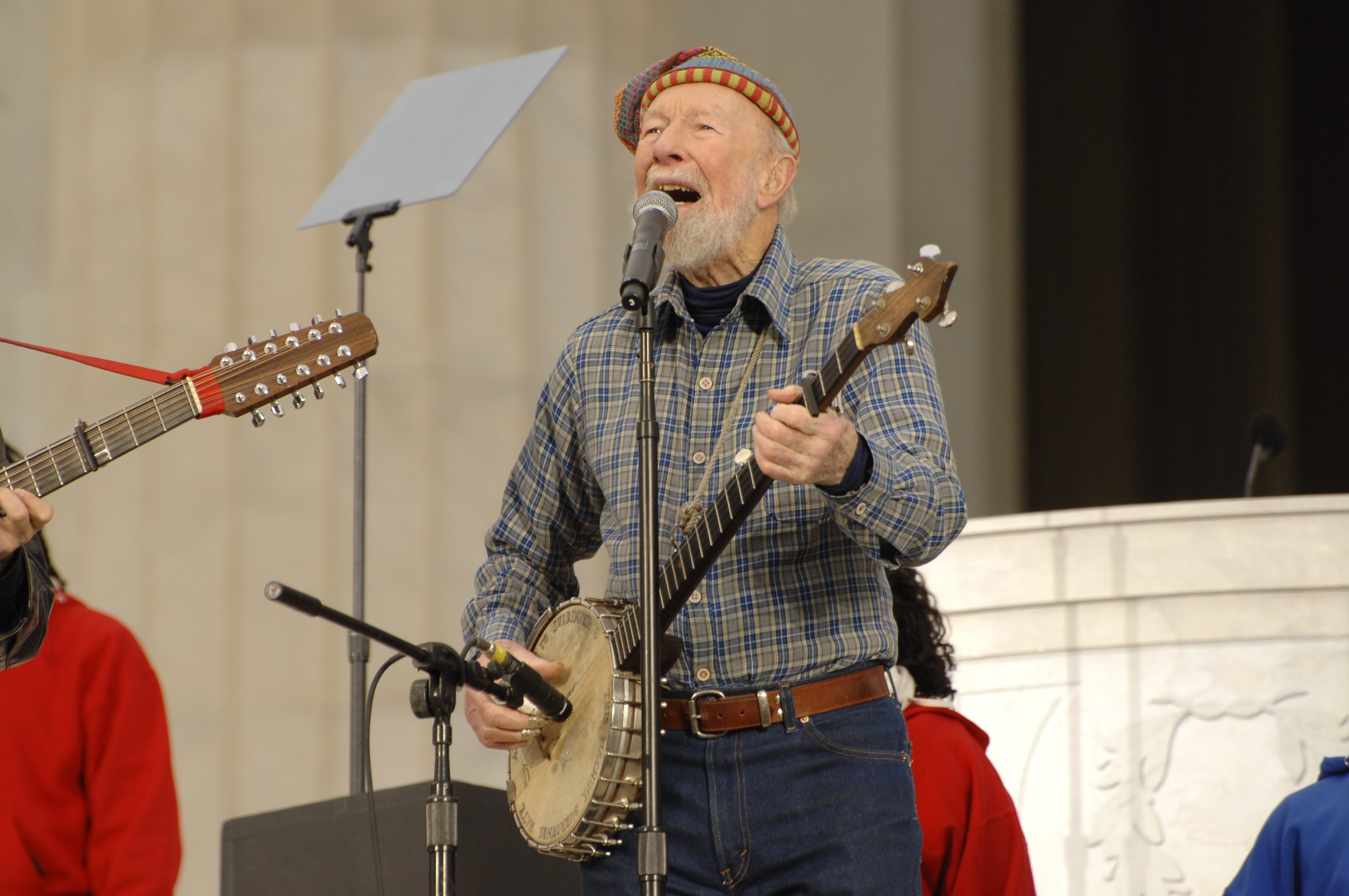
Pete Seeger amb el seu banjo de Lignum vitae